# (353222) 2009 YD7
(353222) 2009 YD7, também escrito como (353222) 2009 YD7, é um objeto transnetuniano (TNO) que  é classificado com um centauro. O mesmo tem um diâmetro com cerca de 44 km, por isso é improvável que possa ser classificado como um planeta anão, devido ao seu tamanho relativamente pequeno.

## Órbita
A órbita de (353222) 2009 YD7 tem uma excentricidade de 0.896, e possui um semieixo maior de 128.750 UA.